# Route nationale 820
Die Route nationale 820, kurz N 820 oder RN 820, war eine französische Nationalstraße, die von 1933 bis 1973 in zwei Teilen zwischen Courville-sur-Eure und Bellême verlief. Ihre Länge betrug 57 Kilometer.